# 一輪の花 (松山千春の曲)
「一輪の花」（いちりんのはな）は、松山千春が2004年5月19日にリリースした55枚目のシングルである。

## 解説
表題曲「一輪の花」は、テレビ朝日系月曜時代劇『銭形平次』の主題歌として使用された。

## 収録曲
| 全作詞・作曲: 松山千春、全編曲: 夏目一朗。 |                                    |          |            |      |
| #                                          | タイトル                           | 作詞     | 作曲・編曲 | 時間 |
| 1.                                         | 「一輪の花」                       | 松山千春 | 松山千春   | 4:15 |
| 2.                                         | 「こもれ陽」                       | 松山千春 | 松山千春   | 3:32 |
| 3.                                         | 「一輪の花」(オリジナル・カラオケ) | 松山千春 | 松山千春   | 4:14 |
| 合計時間:                                  | 合計時間:                          | 12:01    |            |      |